# Бранислав Вукосављевић
Бранислав Вукосављевић (Београд, 19. септембар 1929 — Београд, 10. новембар 1985) био је југословенски и српски фудбалер и фудбалски тренер.

## Биографија
Рођен је 19. септембра 1929. године у Београду. Вукосављевић је од 1953. до 1958. године играо за швајцарски Грасхоперс, а тада није било дозвољено младим фудбалерима да одлазе у иностранство, али је он као студент германистике под покровитељством Уједињених нација добио дозволу државног врха Југославије да оде у Швајцарску, јер је то била и добра реклама за Југославију у том тренутку.
Студирао је германистику, а завршио је економију и био директор туристичке агенције Центротурист дуги низ година. Својим пословним и политичким везама помагао је бившим саиграчима из Црвене звезде, као што су Аца Аранђеловић, Коста Томашевић, Предраг Ђајић, Рајко Митић и други. Био је пријатељ са Љубом Тадићем.
Вукосављевић је био покровитељ ветеранске секције Црвене звезде, све до смрти, 10. новембра 1985. године.

## Каријера
Вукосављевић је каријеру почео у млађим тимовима Балкан Миријево, а касније играо у још два београдска клуба, у млађим категоријама Пролетера Београд и Радничком Београд.
Професионалну каријеру започео је 1947. године када је потписао за Црвену звезду, где је играо до 1957. године, на 97 такмичарских утакмица уз 47 голова, а укупно је забележио 291 меч уз 138 погодака, рачунајући ревијалне, пријатељске и турнирске утакмице. Са Црвеном звездом учествовао је у освајању две шампионске титуле, Првенства Југославије, 1951. и 1953. године и три Купа Југославије — 1948, 1949 и 1950. године. У Црвеној звезди најчешће је играо на позицији левог крила. У освајању првог Купа Југославије у историји Црвене звезде, 1948. године, Вукосављевић је постигао четири гола у четири меча, два у финалу против Партизана. Током Првенства Југославије 1948/49. године на 16 утакмица постигао је 6 голова за Црвену звезду. Трофеј у Купу Југославије, Црвена звезда одбранила је и 1949. године, а Вукосављевић је у полуфиналу постигао гол за победу.
Прву титулу првака са Црвеном звездом освојио је 1951. године, када је на седам сусрета постигао два гола. Након опоравка од повреде, током шампионата Југославије 1952. године постигао је 8 голова, а најбољи стрелац био је и у Купу Југославије 1952. године са 6 голова. Другу титулу са Црвеном звездом освојио је у сезони 1952/1953. у шампионату Југославије, када је на 13 утакмица постигао 8 голова и био други по ефикасности у Црвеној звезди.
Од средине 1953. године играо је за швајцарски Грасхопер, у чијем дресу је постигао 122 лигашка погодка, до 1958. године. Током сезоне 1955/56. Суперлиге Швајцарске био је најбољи стрелац шампионата, са 33 постигнута гола. На утакмици против Белинцоне (6:0) постигао је свих шест погодака на мечу и дао свој допринос у освајању дупле круне Грасхопера. Током сезоне 1953/54. Суперлиге Швајцарске, постигао је 28 голова, а 1956/57. се 26 пута уписао у стрелце.
У периоду од 1958. до 1960. године играо је за швајцарски Винтертур, за који је постигао 19 голова, а у исто време када је играо, био је и тренер тима. Вуковављевић је након тога био тренер и Грасхопера (1960—1963) и спортски директор тог клуба.
За фудбалску репрезентацију Југославије наступао је 2 пута, 30. октобра 1949. године против репрезентације Француске у Паризу и 13. новембра 1949. године против селекције Аустрије у Београду. Касније је више пута био позван да игра, међутим имао је каријеру у Швајцарској, а политика фудбалског савеза Југославије била је да за репрезентацију играју фудбалери из домаћих клубова.

## Трофеји

### Клупски
Црвена звезда
- Првенство Југославије: 1951. и 1952/53.
- Куп Југославије: 1948, 1949 и 1950

Грасхопер
- Суперлига Швајцарске: 1955/56.
- Куп Швајцарске: 1995/56.

### Индивидуално
- Најбољи стрелац Суперлиге Швајцарске: 1955/56.